# Darerca
Darerca d'Irlande (Dalerc'ha en gallois signifiant constante et ferme dans l’amour), aussi appelée Darerea ou Darerque, est une sainte légendaire de la Bretagne romaine ayant vécu au Ve siècle, sœur de Saint Patrick.

## Légende de Darerca
Les sources biographiques sont pauvres mais sa renommée est établie tôt, faisant d'elle une sainte et mère de dix-sept enfants, dont quinze évêques.
Fille de Calphurnius (appelé aussi Calpornius), petit prince d'Écosse (ou diacre selon d'autres sources) et cousin de Conan Meriadec, son frère Saint Patrick est capturé lors des invasions barbares en Bretagne. Elle et son père parviennent à fuir en Armorique. Conan Meriadec les reçoit et épouse Darerca. Il lui donne dans le pays d'Aleth, près de la mer, un grand  territoire que quelques auteurs, entre autres M. de Gerville, croient être Bonaban.
Deuxième épouse de Conan Mériadec et mère de Gradlon qui deviendra Gradlon le Grand, roi de Cornouaille, elle a également engendré quatre autres garçons qui devinrent évêques, selon la Vita tripartita Sancti Patricii (en) : Saint Mel d'Ardagh, Saint Rioc d'Inisboffin, Saint Muinis de Forgney (dans le Comté de Longford) et Saint Maelchu et deux filles : Sainte Eiche de Kilglass et Sainte Lalloc de Senlis. Après la mort de son mari, elle épousa Restitutus le Lombard, dont elle eut de nombreux enfants, dont Saint Nectan et Saint Caradec.

## Fête liturgique
Sainte Darerca est fêtée le 22 mars et la patronne de l'île de Valentia. On lui prête le don de prophétie.

## Source
- Colgan, Acta Sanctorum Hiberniæ, Louvain, 1645.
- Joseph Rio,  Mythes fondateurs de la Bretagne, « Aux origines de la celtomanie », éditions Ouest-France, Rennes, 2000,  (ISBN 2-73732699-0)
- Vita tripartita Sancti Patricii (en))